# Зелений Бір (Україна)
Зеле́ний Бір — селище в Україні, у Фастівському районі Київської області. Входить до складу Глевахівської селищної громади. Населення становить 794 осіб.

## Географія
На околиці села бере початок річка Бугаївка.

## Історія
Засноване у 1950-тих роках, у зв'язку з побудовою Васильківської птахофабрики. Так у народі й називалося — «фабрика». У 2000 році отримало нову назву — Зелений Бір.
У селищі побудовано школу І—ІІІ ступенів по вул. Освіти, 11, є дошкільний навчальний заклад (ясла-садок) «Струмочок». Діють декілька магазинів, є кілька 4-поверхових і 2-поверхових будинків.
Створено декілька великих ставків, облаштованих пляжами, місцями відпочинку та риболовлі. Від Зеленого Бору до Крушинки тягнуться дачі.

## Транспорт
Від Зеленого Бору курсують маршрутки до Києва (25 хв.), Василькова (10 хв.), залізничної станції Глеваха (10 хв).

## Галерея

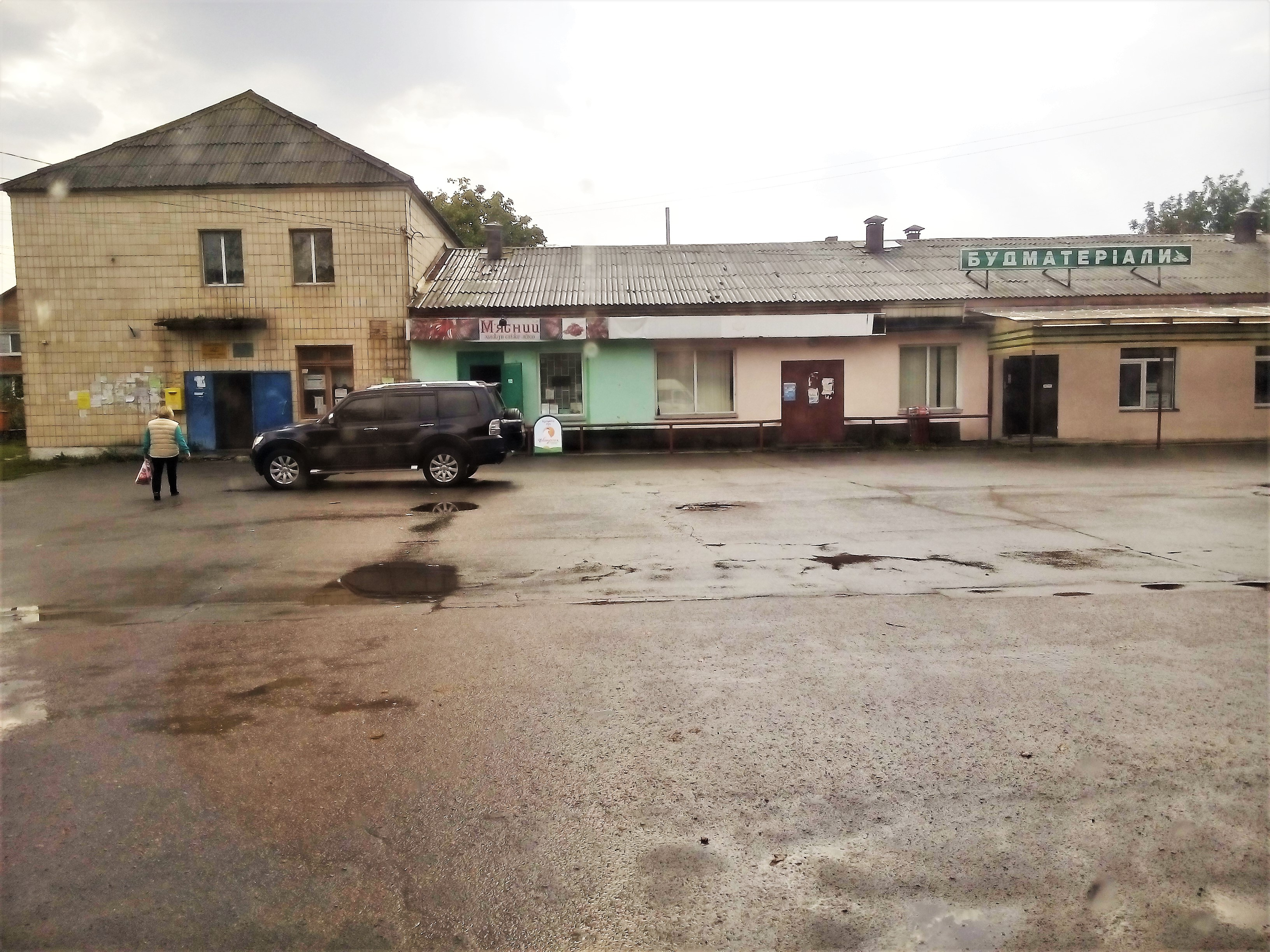
Центр селища
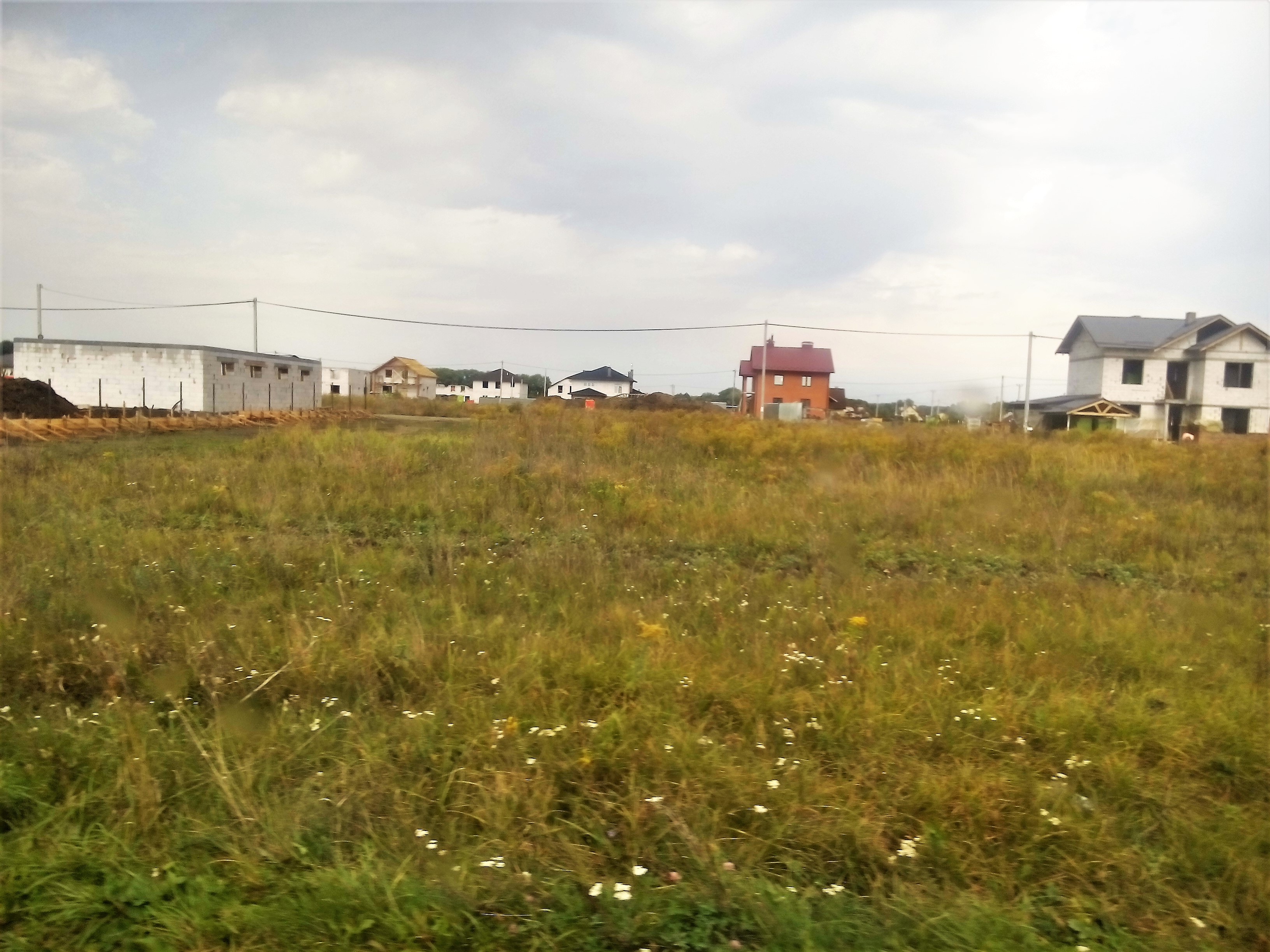
Котеджна забудова